# پلاتر

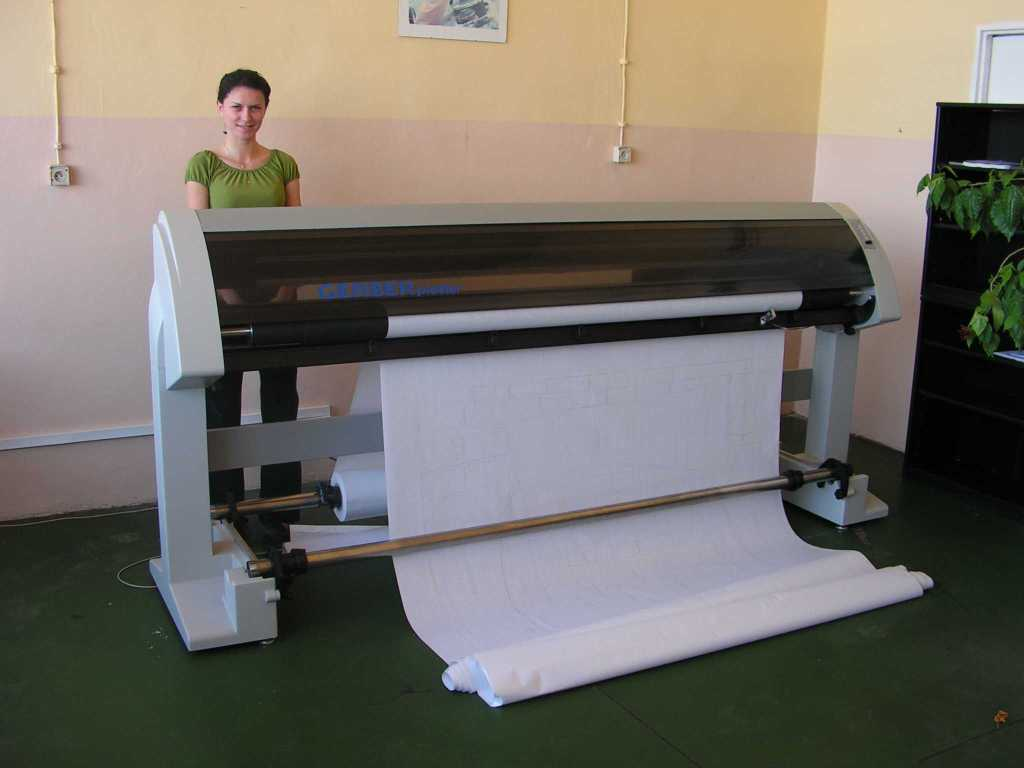
دستگاه پلاتر

پلاتر یا رسام (به انگلیسی: Plotter)، یک دستگاه خروجی رایانه است که به‌طور معمول برای چاپ تصاویر یا دیگر ترسیم‌های صفحه نمایش بکار می‌رود. به دلیل توانائی رسام خط، دایره و سایر اشکال، به‌طور معمول برای تهیه ترسیم‌های فنی و معماری و نیز سایر تصویرهای بُرداری بکار می‌رود.

## انواع
- رسام‌های جوهر افشان: این‌گونه رسام‌ها، همانند چاپگرهای جوهرافشان معمولی – البته در سایز بزرگتر– بوده و قادر به ترسیم اشکال و حروف هستند.
- رسام‌های قلمی: این‌گونه رسام‌ها، با استفاده از یک یا چند قلم رنگی، خطوط را روی کاغذ یا رسانه ای شفاف، رسم می‌کنند. این‌گونه رسام‌ها برای تهیه متن مناسب نیستند زیرا می‌بایست هر کارکتر را به صورت مفرد ترسیم کنند، که این کار وقت گیر است. در ضمن، کاراکترها ظاهری ماشینی خواهند داشت، چون بدون تعویض قلم نمی‌توان ضخامت خطوط را تغییر داد. (بخصوص در انواع قدیمی تر). اما در قالب‌های بزرگتر که ضخامت قلم چندان مهم نیست، رسام می‌تواند به سادگی با رسم نقطه‌های مفرد پر شمار، گرافیک‌های پیکسلی بسیار خوبی ارائه دهد. در حقیقت این‌گونه رسام‌ها می‌توانند به آسانی ترسیم‌های بزرگ را انجام دهند.
- رسام‌های الکترواستاتیکی (لیزری)

## انواع فناوری حرکت کاغذ در رسام‌ها
- مسطح (Flat bed): در این‌گونه رسام‌ها، کاغذ ثابت نگهداشته شده و قلم(ها) در جهت محورXها و Yها حرکت می‌کند. از معایب این‌گونه، جاگیر بودن محل قرارگیری کاغذ است.
- غلطکی (Roller): در اینگونه رسام‌ها، کاغذ را در میان یک سطح استوانه ای به حرکت درمی‌آورند. قلم در جهت یک محور حرکت کرده و در همین حال، استوانه با کاغذ متصل به آن، در جهت محور دیگر حرکت می‌کند.[۲]
- مختلط (Hybrid): این‌گونه رسام‌ها، همانند نوع غلطکی کاغذ را در جهت محور عمودی حرکت می‌دهند ولی از نظر اندازه، از آن‌ها کوچکترند.

در حال حاضر پلاترهای جوهرافشان یا پرینترهای لارج فرمت که تکنولوژی آنان مانند پرینتر جوهر افشان می‌باشد در بازار ایران بیشترین کاربرد را داشته و عموماً با برندهای اچ پی - اپسون و کانن در بازار عرضه می‌شوند.

## زبان ارتباطی رسام با رایانه
دستگاه‌های رسام دارای یک مجموعه فرمان هستند که به آن‌ها امکان می‌دهد با یک فرمان، عملیات پیچیده‌ای را انجام دهند. زبان گرافیکی هیولیت پاکارد (HPGL) پر کاربردترین مجموعه‌های فرمان است. زبان ارتباطی دیگری نیز به نام DMPL موجود است.

## نرم‌افزارهای پر کاربرد با رسام‌ها
اغلب از نرم‌افزارهای CAD (طراحی به کمک رایانه) برای استفاده از رسام‌ها استفاده می‌شود.